# 電気捕虫機

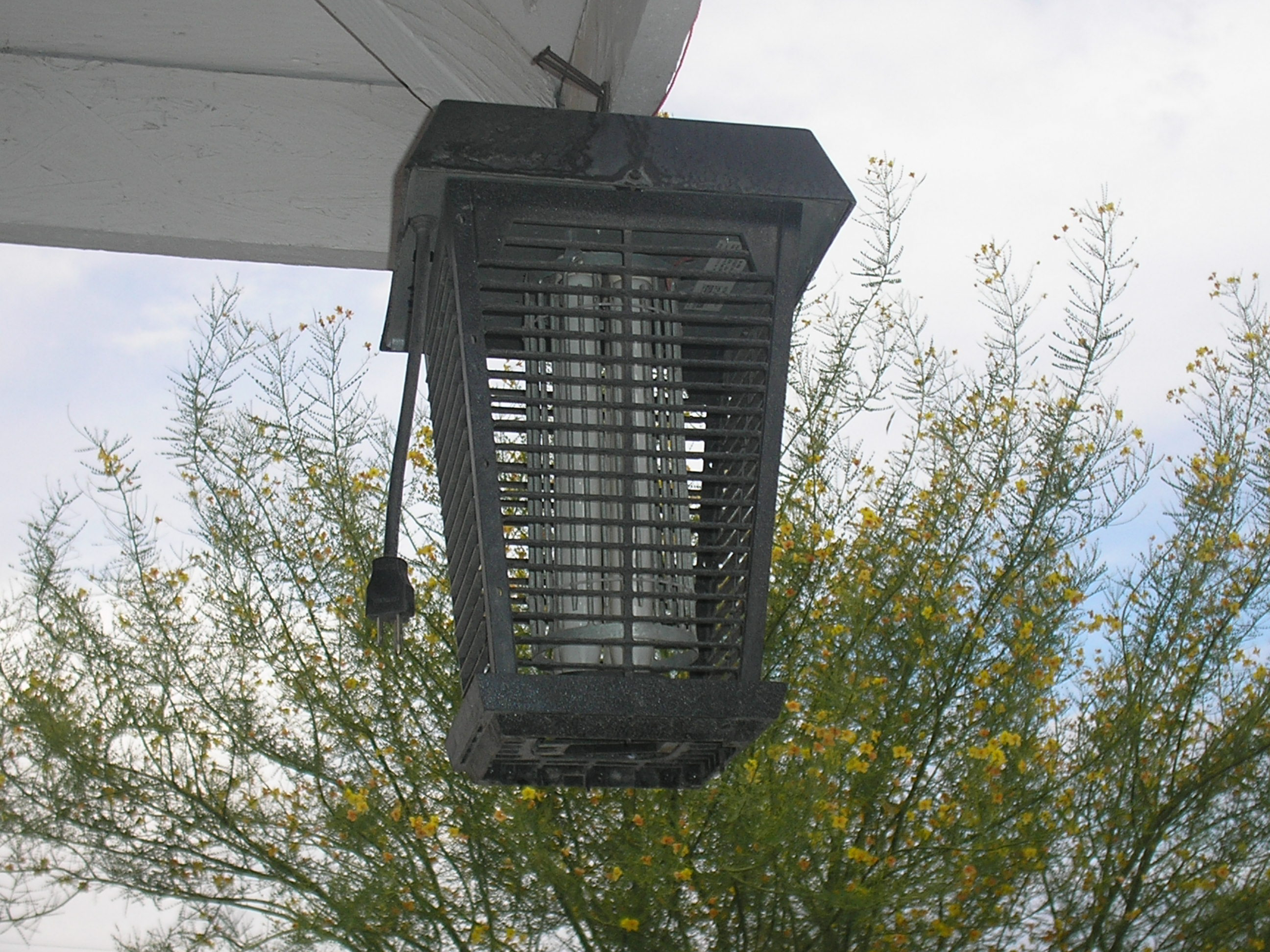
屋外のバグザッパー

電気捕虫器（でんきほちゅうき、英語:Bug_zapper、Electric Insect Killer Electric Insect Trapsとも。日本語では電気虫取り機とも、電撃殺虫器とも、言われる。） とは、虫を電気的な原理で誘引し捕獲するものである。
一般的に流通しているものの多くは高電圧によって殺虫する仕組みもあり、電撃殺虫器とも呼称されている。

## 概要
多くの虫は人間にとって忌避され、様々な害虫として認知されている。その害虫を無害化するため誘引し捕獲、あるいは殺虫する目的で開発された。長らくは捕獲した虫はそのまま化学的、あるいは高電圧を用いて殺虫してきたが、近年では生態系保護の観点から捕獲、誘引するのみとしている器具も開発されている。

### 電撃捕虫器
電気捕虫器として一般的に認知されているものは電撃捕虫器であり、日本では多くのコンビニ、工場等で店頭に設置されている。虫が好む紫外線を放出し、誘引した虫を高電圧の金属部に触れさせて感電死、あるいは焼死させる。
死骸は落下するか、電圧部に付着するなどするため、定期的な清掃が必要である。
紫外線に誘引されない虫や動物には一切効果はなく、衛生害虫の代表ともされる蚊やゴキブリには効果がない。

## 歴史

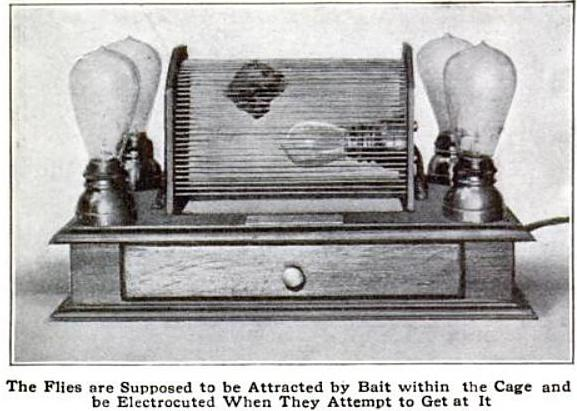
1911年頃の初期モデルのプロトタイプフは、高価すぎて実用的ではなかった。